# Stellantis
Stellantis je koncern v oboru automobilového průmyslu vzniklý v lednu 2021 fúzí francouzské společnosti Groupe PSA s italsko-americkou společností Fiat Chrysler Automobiles. Formálně se jedná o akciovou společnost sídlící v Nizozemsku. Akcie firmy jsou kótovány na pařížské, milánské a newyorské burze. K lednu 2021 firma zaměstnávala přes 400 000 osob. V říjnu 2023 Stellantis koupil 21 % čínské automobilky Leapmotor, jako součást dohody o zastupování značky Leapmotor na evropských trzích.

## Automobilové značky
Společnost je majitelem řady tradičních značek automobilů. V rámci koncernu mají rozdílné postavení a zaměření.
- Globální SUV
  - Jeep
- Americké značky
  - Chrysler
  - Dodge
  - RAM
- Základ
  - Fiat/Fiat Professional + Abarth
  - Citroën
- Vyšší mainstream
  - Peugeot
  - Opel
  - Vauxhall
- Prémiové značky
  - Alfa Romeo
  - DS
  - Lancia
- Luxusní
  - Maserati

Do skupiny patří i značky výrobců autodílů, motorů, doplňků (např. Mopar, Faurecia, VM Motori, Teksid, Comau, SRT) a další společnosti.

## Prodejní statistiky
V době vzniku se jedná o celosvětově čtvrtého největšího výrobce automobilů. Automobily Stellantisu jsou prodávány na více než 130 trzích po celém světě. Silné postavení má skupina v Evropě, Severní a Jižní Americe, její postavení na čínském trhu je relativně slabé. V roce 2020 prodaly obě skupiny dohromady 5,947 milionu automobilů (z toho PSA 2,512 milionu a FCA 3,435 milionu). Největším odbytištěm byla Evropa (49% prodejů), dále Severní Amerika 31%, Jižní Amerika 9%. Zbývajících 10% připadlo na Asii a Oceánii, Blízký východ a Afriku.

## Vlastnictví
Mezi největší spoluvlastníky patří:
- 14,40% Exor N.V. (vlastněná rodinou Agnelli – potomky spoluzakladatele Fiatu)
- 7,20% společnosti EPF/FFP, vlastněné rodinou Peugeot
- 5,66% Caisse des dépôts et consignations (ve vlastnictví francouzského státu)
- 4,91% Dongfeng Motor Corporation – čínská automobilka